# AZ in het seizoen 2021/22
In het seizoen 2021/22 komt AZ uit in de Eredivisie. Ook deed AZ dit seizoen mee in de toernooien om de TOTO KNVB Beker en de UEFA Europa Conference League.
Aan het begin van het seizoen stroomde AZ in de play-offronde van de UEFA Europa League. AZ verloor echter de tweeluik met een totaalscore van 2 – 3 van Celtic FC en plaatste zich voor de groepsfase van de UEFA Europa Conference League. AZ werd eerste in de groep voor Randers FC, FK Jablonec en CFR Cluj. In de achtste finale werd AZ in de verlenging van de tweeluik uitgeschakeld door FK Bodø/Glimt.
In de KNVB Beker kwam AZ niet verder dan de halve finale van dit seizoen. AZ verloor met 0 – 2 van Ajax.
AZ eindigde dit seizoen in de Eredivisie op de 5e plaats, waardoor AZ play-offs moest deelnemen om zich te kwalificeren voor de tweede kwalificatieronde van de Europa Conference League van het volgende seizoen. AZ won de play-offs en dat geeft recht om deel te nemen aan de tweede kwalificatieronde van de Europa Conference League van het volgende seizoen.

## Selectie
| Nr.           | Nat.        | Naam                 | Geb. dat.  | Vorige club     | Contract tot |
| Keepers       | Keepers     | Keepers              | Keepers    | Keepers         | Keepers      |
| ------------- | ----------- | -------------------- | ---------- | --------------- | ------------ |
| 1             | Denemarken  | Peter Vindahl Jensen | 16-02-1998 | FC Nordsjælland | 2025         |
| 12            | Nederland   | Hobie Verhulst       | 02-04-1993 | Go Ahead Eagles | 2023         |
| 16            | Nederland   | Beau Reus            | 30-10-2001 | Eigen jeugd     | 2023         |
| 30            | Nederland   | Mees Bakker          | 11-03-2001 | Eigen jeugd     | 2023         |
| Verdedigers   |             |                      |            |                 |              |
| 2             | Japan       | Yukinari Sugawara    | 28-06-2000 | Nagoya Grampus  | 2025         |
| 3             | Griekenland | Pantelis Hatzidiakos | 18-01-1997 | Eigen jeugd     | 2024         |
| 4             | Nederland   | Bruno Martins Indi   | 08-02-1992 | Stoke City FC   | 2025         |
| 5             | Nederland   | Owen Wijndal         | 28-11-1999 | Eigen jeugd     | 2023         |
| 15            | Noorwegen   | Aslak Fonn Witry     | 10-03-1996 | Djurgårdens IF  | 2026         |
| 22            | Nederland   | Timo Letschert       | 25-05-1993 | Hamburger SV    | 2023         |
| 26            | Hongarije   | Milos Kerkez         | 07-03-2003 | AC Milan        | 2026         |
| 31            | Nederland   | Sam Beukema          | 17-11-1998 | Go Ahead Eagles | 2026         |
| Middenvelders |             |                      |            |                 |              |
| 6             | Noorwegen   | Fredrik Midtsjø      | 11-08-1994 | Rosenborg       | 2023         |
| 8             | Ghana       | Kamal Sowah          | 09-01-2000 | Club Brugge     | 2022         |
| 10            | Nederland   | Dani de Wit          | 28-01-1998 | Ajax            | 2024         |
| 14            | Nederland   | Peer Koopmeiners     | 04-05-2000 | Eigen jeugd     | 2025         |
| 18            | Noorwegen   | Håkon Evjen          | 14-02-2000 | FK Bodø/Glimt   | 2024         |
| 20            | Nederland   | Jordy Clasie         | 27-06-1991 | Southampton FC  | 2024         |
| 23            | Nederland   | Mohamed Taabouni     | 29-03-2002 | Eigen jeugd     | 2022         |
| 24            | Nederland   | Tijjani Reijnders    | 29-07-1998 | RKC Waalwijk    | 2025         |
| Aanvallers    |             |                      |            |                 |              |
| 7             | Marokko     | Zakaria Aboukhlal    | 18-02-2000 | PSV             | 2023         |
| 9             | Griekenland | Vangelis Pavlidis    | 21-11-1998 | Willem II       | 2025         |
| 11            | Zweden      | Jesper Karlsson      | 25-07-1998 | IF Elfsborg     | 2026         |
| 17            | Nederland   | Yusuf Barası         | 31-03-2003 | Eigen jeugd     | 2025         |
| 19            | Nederland   | Jelle Duin           | 27-01-1999 | Eigen jeugd     | 2024         |
| 21            | Nederland   | Ernest Poku          | 28-01-2004 | Eigen jeugd     | 2026         |

Bron: A-selectie van AZ

## Transfers
Voor recente transfers bekijk: Lijst van Eredivisie transfers zomer 2021/22

Voor recente transfers bekijk: Lijst van Eredivisie transfers winter 2021/22
Aangetrokken
| No. | Nationaliteit | Positie      | Naam                 | Vorige club                |
| --- | ------------- | ------------ | -------------------- | -------------------------- |
| 1   | Denemarken    | Doelman      | Peter Vindahl Jensen | FC Nordsjælland            |
| 4   | Nederland     | Verdediger   | Bruno Martins Indi   | Stoke City FC              |
| 8   | Ghana         | Middenvelder | Kamal Sowah          | Club Brugge, gehuurd       |
| 15  | Noorwegen     | Verdediger   | Aslak Fonn Witry     | Djurgårdens IF             |
| 21  | Griekenland   | Aanvaller    | Vangelis Pavlidis    | Willem II                  |
| 25  | Nederland     | Middenvelder | Thijs Oosting        | RKC Waalwijk, was verhuurd |
| 26  | Hongarije     | Verdediger   | Milos Kerkez         | AC Milan                   |
| 31  | Nederland     | Verdediger   | Sam Beukema          | Go Ahead Eagles            |

Vertrokken
| No. bij AZ | Nationaliteit | Positie      | Naam               | Nieuwe club      | C. tot | Type                                                       |
| ---------- | ------------- | ------------ | ------------------ | ---------------- | ------ | ---------------------------------------------------------- |
| 1          | Nederland     | Doelman      | Marco Bizot        | Stade Brestois   | 2022   | Transfer                                                   |
| 2          | Noorwegen     | Verdediger   | Jonas Svensson     | Adana Demirspor  | 2021   | Transfervrij                                               |
| 5          | Nederland     | Verdediger   | Thomas Ouwejan     | FC Schalke 04    | 2024   | Verhuurd, vorig seizoen verhuurd bij Udinese               |
| 7          | Nederland     | Aanvaller    | Calvin Stengs      | OGC Nice         | 2023   | Transfer                                                   |
| 8          | Nederland     | Middenvelder | Teun Koopmeiners   | Atalanta Bergamo | 2023   | Transfer                                                   |
| 9          | Nederland     | Aanvaller    | Myron Boadu        | AS Monaco        | 2023   | Transfer                                                   |
| 14         | Nederland     | Aanvaller    | Ferdy Druijf       | Rapid Wien       | 2025   | Verhuurd, eerder dit seizoen verhuurd bij KV Mechelen      |
| 16         | Nederland     | Doelman      | Jasper Schendelaar | PEC Zwolle       | 2021   | Transfervrij, vorig seizoen verhuurd bij Telstar           |
| 21         | Nederland     | Middenvelder | Kenzo Goudmijn     | Excelsior        | 2024   | Verhuurd, eerder dit seizoen verhuurd bij Sparta Rotterdam |
| 22         | Nederland     | Doelman      | Rody de Boer       | Roda JC Kerkrade | 2022   | Transfer, vorig seizoen verhuurd bij De Graafschap         |
| 25         | Nederland     | Middenvelder | Thijs Oosting      | Willem II        | 2022   | Transfer                                                   |
| 27         | Nederland     | Verdediger   | Ramon Leeuwin      | Almere City FC   | 2021   | Transfervrij                                               |
| 27         | Nederland     | Verdediger   | Maxim Gullit       | SC Cambuur       | 2022   | Transfer                                                   |
| 28         | IJsland       | Aanvaller    | Albert Guðmundsson | Genoa CFC        | 2022   | Transfer                                                   |
| 29         | Nederland     | Verdediger   | Joris Kramer       | Go Ahead Eagles  | 2023   | Verhuurd, vorig seizoen verhuurd bij SC Cambuur            |

## Staf & directie
| Naam              | Functie                        |
| ----------------- | ------------------------------ |
| Pascal Jansen     | Hoofdtrainer                   |
| Khalid Boulahrouz | Assistent-/specialistentrainer |
| Kenneth Goudmijn  | Assistent-trainer              |
| Robert Franssen   | Assistent-trainer              |
| Nick van Aart     | Keeperstrainer                 |

| Naam            | Functie             |
| --------------- | ------------------- |
| Robert Eenhoorn | Algemeen directeur  |
| Max Huiberts    | Technisch directeur |

## Wedstrijdverslagen

### Vriendschappelijk
Wedstrijden
| Datum & Tijd           | Wedstrijd             | Uitslag | Verslag      |
| ---------------------- | --------------------- | ------- | ------------ |
| 03-07-2021 – 16:00 uur | AZ – N.E.C.           | 4 – 1   | 1            |
| 07-07-2021 – 18:30 uur | AZ – TOP Oss          | 3 – 0   | 2[dode link] |
| 10-07-2021 – 17:00 uur | AZ – RSC Anderlecht   | 1 – 1   | 3            |
| 14-07-2021 – 12:00 uur | KRC Genk – AZ         | 1 – 1   | 4            |
| 17-07-2021 – 16:00 uur | RB Leipzig – AZ       | 1 – 0   | 5            |
| 21-07-2021 – 14:00 uur | AZ – ADO Den Haag     | 3 – 0   | 6            |
| 25-07-2021 – 16:00 uur | AZ – Panathinaikos FC | 3 – 0   | 7            |
| 28-07-2021 – 16:00 uur | AZ – OFI Kreta        | 2 – 0   | 8            |
| 31-07-2021 – 17:00 uur | AZ – Real Sociedad    | 1 – 0   | 9            |
| 08-08-2021 – 18:00 uur | AZ – Torino FC        | 2 – 1   | 10           |
| 07-01-2022 – 15:00 uur | KAA Gent – AZ         | 0 – 1   | 11           |

### Eredivisie
Wedstrijden
| №  | Datum & Tijd           | Wedstrijd             | Uitslag | Verslag       |
| -- | ---------------------- | --------------------- | ------- | ------------- |
| 1  | 14-08-2021 – 16:30 uur | RKC Waalwijk – AZ     | 1 – 0   | 1[dode link]  |
| 2  | 02-12-2021 – 18:45 uur | AZ – Fortuna Sittard  | 2 – 1   | 2             |
| 3  | 29-08-2021 – 16:45 uur | sc Heerenveen – AZ    | 1 – 3   | 3             |
| 4  | 11-09-2021 – 21:00 uur | AZ – PSV              | 0 – 3   | 4             |
| 5  | 19-09-2021 – 16:45 uur | Heracles Almelo – AZ  | 3 – 2   | 5             |
| 6  | 23-09-2021 – 21:00 uur | FC Twente – AZ        | 3 – 1   | 6[dode link]  |
| 7  | 26-09-2021 – 14:30 uur | AZ – Go Ahead Eagles  | 5 – 0   | 7[dode link]  |
| 8  | 03-10-2021 – 14:30 uur | SC Cambuur – AZ       | 1 – 3   | 8[dode link]  |
| 9  | 17-10-2021 – 12:15 uur | AZ – FC Utrecht       | 5 – 1   | 9[dode link]  |
| 10 | 24-10-2021 – 20:00 uur | FC Groningen – AZ     | 2 – 0   | 10[dode link] |
| 11 | 30-10-2021 – 21:00 uur | AZ – PEC Zwolle       | 3 – 2   | 11            |
| 12 | 07-11-2021 – 16:45 uur | Feyenoord – AZ        | 1 – 0   | 12            |
| 13 | 20-11-2021 – 20:00 uur | AZ – N.E.C.           | 1 – 1   | 13            |
| 14 | 28-11-2021 – 20:00 uur | Vitesse – AZ          | 0 – 0   | 14            |
| 15 | 05-12-2021 – 14:30 uur | AZ – Sparta Rotterdam | 3 – 1   | 15[dode link] |
| 16 | 12-12-2021 – 16:45 uur | Ajax – AZ             | 1 – 2   | 16            |
| 17 | 18-12-2021 – 20:00 uur | AZ – Willem II        | 4 – 1   | 17[dode link] |
| 18 | 21-12-2021 – 21:00 uur | AZ – FC Groningen     | 1 – 0   | 18[dode link] |
| 19 | 16-01-2022 – 16:45 uur | Fortuna Sittard – AZ  | 1 – 2   | 19            |
| 20 | 22-01-2022 – 20:00 uur | AZ – SC Cambuur       | 0 – 0   | 20            |
| 21 | 05-02-2022 – 20:00 uur | PSV – AZ              | 1 – 2   | 21[dode link] |
| 22 | 13-02-2022 – 12:15 uur | Go Ahead Eagles – AZ  | 1 – 4   | 22[dode link] |
| 23 | 19-02-2022 – 21:00 uur | AZ – Heracles Almelo  | 2 – 1   | 23[dode link] |
| 24 | 27-02-2022 – 12:15 uur | AZ – Feyenoord        | 2 – 1   | 24            |
| 25 | 06-03-2022 – 16:45 uur | N.E.C. – AZ           | 1 – 3   | 25            |
| 26 | 13-03-2022 – 20:00 uur | AZ – FC Twente        | 0 – 1   | 26[dode link] |
| 27 | 20-03-2022 – 20:00 uur | Willem II – AZ        | 2 – 2   | 27[dode link] |
| 28 | 02-04-2022 – 20:00 uur | AZ – Vitesse          | 3 – 1   | 28[dode link] |
| 29 | 10-04-2022 – 20:00 uur | PEC Zwolle – AZ       | 2 – 1   | 29[dode link] |
| 30 | 23-04-2022 – 18:45 uur | AZ – sc Heerenveen    | 2 – 1   | 30            |
| 31 | 30-04-2022 – 21:00 uur | Sparta Rotterdam – AZ | 1 – 1   | 31            |
| 32 | 08-05-2022 – 14:30 uur | AZ – Ajax             | 2 – 2   | 32            |
| 33 | 11-05-2022 – 20:00 uur | FC Utrecht – AZ       | 2 – 2   | 33            |
| 34 | 15-05-2022 – 14:30 uur | AZ – RKC Waalwijk     | 1 – 3   | 34            |

### Play-offs voor Europa Conference League
Wedstrijden
| Ronde        | Wedstrijd | Datum                  | Wedstrijd          | Uitslag | Totaal | Verslag |
| ------------ | --------- | ---------------------- | ------------------ | ------- | ------ | ------- |
| Halve finale | 1         | 19-05-2022 – 18:45 uur | sc Heerenveen – AZ | 3 – 2   | 4 – 3  | 1       |
| Halve finale | 2         | 22-05-2022 – 14:30 uur | AZ – sc Heerenveen | 2 – 0   | 4 – 3  | 2       |
| Finale       | 1         | 26-05-2022 – 20:00 uur | Vitesse – AZ       | 2 – 1   | 7 – 3* | 3       |
| Finale       | 2         | 29-05-2022 – 14:30 uur | AZ – Vitesse       | 6 – 1   | 7 – 3* | 4       |

* Hierdoor plaatst AZ zich voor de tweede voorronde van de Europa Conference League van het volgende seizoen.

### TOTO KNVB Beker
Wedstrijden
| Ronde          | Datum                                                             | Wedstrijd                                                         | Uitslag                                                           | Verslag                                                           |
| -------------- | ----------------------------------------------------------------- | ----------------------------------------------------------------- | ----------------------------------------------------------------- | ----------------------------------------------------------------- |
| Eerste ronde   | Vrijstelling wegens plaatsing voor de Europese clubhoofdtoernooi. | Vrijstelling wegens plaatsing voor de Europese clubhoofdtoernooi. | Vrijstelling wegens plaatsing voor de Europese clubhoofdtoernooi. | Vrijstelling wegens plaatsing voor de Europese clubhoofdtoernooi. |
| Tweede ronde   | 15-12-2021 – 18:00 uur                                            | AZ – Heracles Almelo                                              | 4 – 1                                                             | 1                                                                 |
| Achtste finale | 19-01-2022 – 21:00 uur                                            | FC Twente – AZ                                                    | 1 – 2                                                             | 2[dode link]                                                      |
| Kwartfinale    | 09-02-2022 – 19:00 uur                                            | RKC Waalwijk – AZ                                                 | 0 – 4                                                             | 3[dode link]                                                      |
| Halve finale   | 03-03-2022 – 20:00 uur                                            | AZ – Ajax                                                         | 0 – 2*                                                            | 4                                                                 |

* Hierdoor is AZ uitgeschakeld in de KNVB Beker van dit seizoen.

### UEFA Europa League
Wedstrijden
| Ronde         | Wedstrijd | Datum                  | Wedstrijd      | Uitslag | Totaal | Verslag      |
| ------------- | --------- | ---------------------- | -------------- | ------- | ------ | ------------ |
| Play-offronde | 1         | 18-08-2021 – 20:45 uur | Celtic FC – AZ | 2 – 0   | 2 – 3* | 1            |
| Play-offronde | 2         | 26-08-2021 – 20:15 uur | AZ – Celtic FC | 2 – 1   | 2 – 3* | 2[dode link] |

* Naar de groepsfase van de UEFA Europa Conference League.

### UEFA Europa Conference League
Wedstrijden
| Ronde          | Wedstrijd | Datum                  | Wedstrijd          | Uitslag | Totaal | Verslag      |
| -------------- | --------- | ---------------------- | ------------------ | ------- | ------ | ------------ |
| Groepsfase     | 1         | 16-09-2021 – 21:00 uur | Randers FC – AZ    | 2 – 2   | 1e     | 1            |
| Groepsfase     | 2         | 30-09-2021 – 18:45 uur | AZ – FK Jablonec   | 1 – 0   | 1e     | 2[dode link] |
| Groepsfase     | 3         | 21-10-2021 – 21:00 uur | CFR Cluj – AZ      | 0 – 1   | 1e     | 3[dode link] |
| Groepsfase     | 4         | 04-11-2021 – 18:45 uur | AZ – CFR Cluj      | 2 – 0   | 1e     | 4[dode link] |
| Groepsfase     | 5         | 25-11-2021 – 21:00 uur | FK Jablonec – AZ   | 1 – 1   | 1e     | 5[dode link] |
| Groepsfase     | 6         | 09-12-2021 – 18:45 uur | AZ – Randers FC    | 1 – 0   | 1e     | 6[dode link] |
| Achtste finale | 1         | 10-03-2022 – 21:00 uur | FK Bodø/Glimt – AZ | 2 – 1   | 3 – 4* | 7[dode link] |
| Achtste finale | 2         | 17-03-2022 – 18:45 uur | AZ – FK Bodø/Glimt | 2 – 2   | 3 – 4* | 8[dode link] |

* Hierdoor is AZ uitgeschakeld in de Europa Conference League van dit seizoen.

#### Groepsfase (groep D)
| # | Team        | Wedstrijden | Wedstrijden | Wedstrijden | Wedstrijden | Punten | Doelpunten | Doelpunten | Doelpunten |       | Uitslagen (Thuis ╲ Uit) | Uitslagen (Thuis ╲ Uit) | Uitslagen (Thuis ╲ Uit) | Uitslagen (Thuis ╲ Uit) |
| # | Team        | Gespeeld    | Winst       | Gelijk      | Verlies     | Punten | Voor       | Tegen      | Saldo      | AZ    | RND                     | JAB                     | CLJ                     |                         |
| 1. | AZ          | 6           | 4           | 2           | 0           | 14     | 8          | 3          | +5         |       | 1 – 0                   | 1 – 0                   | 2 – 0                   |                         |
| 2. | Randers FC  | 6           | 1           | 4           | 1           | 7      | 9          | 9          | 0          | 2 – 2 |                         | 2 – 2                   | 2 – 1                   |                         |
| 3. | FK Jablonec | 6           | 1           | 3           | 2           | 6      | 6          | 8          | −2         | 1 – 1 | 2 – 2                   |                         | 1 – 0                   |                         |
| 4. | CFR Cluj    | 6           | 1           | 1           | 4           | 4      | 4          | 7          | −3         | 0 – 1 | 1 – 1                   | 2 – 0                   |                         |                         |
| \| Legendakleuren in de tabellen \| \| Groepswinnaar gaat door naar de achtste finale. \| \| Nummer twee gaat door naar de tussenronde. \| \| Uitgeschakeld \| |             |             |             |             |             |        |            |            |            |       |                         |                         |                         |                         |
| Legendakleuren in de tabellen |             |             |             |             |             |        |            |            |            |       |                         |                         |                         |                         |
| Groepswinnaar gaat door naar de achtste finale. |             |             |             |             |             |        |            |            |            |       |                         |                         |                         |                         |
| Nummer twee gaat door naar de tussenronde. |             |             |             |             |             |        |            |            |            |       |                         |                         |                         |                         |
| Uitgeschakeld |             |             |             |             |             |        |            |            |            |       |                         |                         |                         |                         |

## Statistieken

### Eindstand in Nederlandse Eredivisie
| Stand | Gespeeld | Gewonnen | Gelijk | Verloren | Punten | Doelpunten voor | Doelpunten tegen | Gele kaarten | Twee gele kaarten | Rode kaarten |
| ----- | -------- | -------- | ------ | -------- | ------ | --------------- | ---------------- | ------------ | ----------------- | ------------ |
| 5e    | 34       | 18       | 7      | 9        | 61     | 64              | 44               | 52           | 0                 | 1            |

#### Punten, stand en doelpunten per speelronde
| Speelronde                            | 1   | 2  | 3  | 4  | 5  | 6   | 7   | 8  | 9  | 10 | 11 | 12 | 13 | 14 | 15 | 16 | 17  | 18  | 19  | 20  | 21  | 22  | 23  | 24  | 25  | 26  | 27  | 28  | 29  | 30  | 31  | 32  | 33  | 34  | Totaal |
| ------------------------------------- | --- | -- | -- | -- | -- | --- | --- | -- | -- | -- | -- | -- | -- | -- | -- | -- | --- | --- | --- | --- | --- | --- | --- | --- | --- | --- | --- | --- | --- | --- | --- | --- | --- | --- | ------ |
| Aantal punten per speelronde          | 0   | 3  | 3  | 0  | 0  | 0   | 3   | 3  | 3  | 0  | 3  | 0  | 1  | 1  | 3  | 3  | 3   | 3   | 3   | 1   | 3   | 3   | 3   | 3   | 3   | 0   | 1   | 3   | 0   | 3   | 1   | 1   | 1   | 0   | 61     |
| Aantal punten na speelronde           | 0   | 3  | 6  | 6  | 6  | 6   | 9   | 12 | 15 | 15 | 18 | 18 | 19 | 20 | 23 | 26 | 29  | 32  | 35  | 36  | 39  | 42  | 45  | 48  | 51  | 51  | 52  | 55  | 55  | 58  | 59  | 60  | 61  | 61  | 61     |
| Stand na speelronde                   | 12e | 9e | 5e | 9e | 9e | 11e | 10e | 9e | 7e | 7e | 6e | 6e | 8e | 8e | 8e | 8e | 6e  | 5e  | 5e  | 5e  | 5e  | 4e  | 4e  | 4e  | 4e  | 4e  | 5e  | 4e  | 5e  | 5e  | 5e  | 5e  | 5e  | 5e  | 5e     |
| Aantal doelpunten per speelronde      | 0   | 2  | 3  | 0  | 2  | 1   | 5   | 3  | 5  | 0  | 3  | 0  | 1  | 0  | 3  | 2  | 4   | 1   | 2   | 0   | 2   | 4   | 2   | 2   | 3   | 0   | 2   | 3   | 1   | 2   | 1   | 2   | 2   | 1   | 64     |
| Aantal tegendoelpunten per speelronde | 1   | 1  | 1  | 3  | 3  | 3   | 0   | 1  | 1  | 2  | 2  | 1  | 1  | 0  | 1  | 1  | 1   | 0   | 1   | 0   | 1   | 1   | 1   | 1   | 1   | 1   | 2   | 1   | 2   | 1   | 1   | 2   | 2   | 3   | 44     |
| Doelsaldo na speelronde               | −1  | 0  | +2 | −1 | −2 | −4  | +1  | +3 | +7 | +5 | +6 | +5 | +5 | +5 | +7 | +8 | +11 | +12 | +13 | +13 | +14 | +17 | +18 | +19 | +21 | +20 | +20 | +22 | +21 | +22 | +22 | +22 | +22 | +20 | +20    |

### Topscorers
| Nr.                           | Naam                          | Goal |
| ----------------------------- | ----------------------------- | ---- |
| 1.                            | Vangelis Pavlidis             | 16   |
| 2.                            | Jesper Karlsson               | 15   |
| 3.                            | Dani de Wit                   | 8    |
| 4.                            | Zakaria Aboukhlal             | 4    |
| 4.                            | Albert Guðmundsson            | 4    |
| 4.                            | Tijjani Reijnders             | 4    |
| 7.                            | Sam Beukema                   | 3    |
| 8.                            | Håkon Evjen                   | 2    |
| 8.                            | Bruno Martins Indi            | 2    |
| 10.                           | Jordy Clasie                  | 1    |
| 10.                           | Yukinari Sugawara             | 1    |
| 10.                           | Owen Wijndal                  | 1    |
| 10.                           | Aslak Fonn Witry              | 1    |
| Eigen doelpunten tegenstander | Eigen doelpunten tegenstander | 2    |
| Totaal                        | Totaal                        | 64   |

| Nr.                           | Naam                          | Goal |
| ----------------------------- | ----------------------------- | ---- |
| 1.                            | Jesper Karlsson               | 3    |
| 1.                            | Vangelis Pavlidis             | 3    |
| 3.                            | Zakaria Aboukhlal             | 1    |
| 3.                            | Yusuf Barası                  | 1    |
| 3.                            | Dani de Wit                   | 1    |
| Eigen doelpunten tegenstander | Eigen doelpunten tegenstander | 1    |
| Totaal                        | Totaal                        | 10   |

| Nr.                           | Naam               | Goal |
| ----------------------------- | ------------------ | ---- |
| 1.                            | Vangelis Pavlidis  | 4    |
| 2.                            | Albert Guðmundsson | 2    |
| 3.                            | Zakaria Aboukhlal  | 1    |
| 3.                            | Jordy Clasie       | 1    |
| 3.                            | Håkon Evjen        | 1    |
| 3.                            | Jesper Karlsson    | 1    |
| 3.                            | Thijs Oosting      | 1    |
| Eigen doelpunten tegenstander |                    |      |
| Totaal                        | Totaal             | 11   |

### Assists
| Nr.    | Naam               | Assist |
| ------ | ------------------ | ------ |
| 1.     | Jesper Karlsson    | 13     |
| 2.     | Owen Wijndal       | 10     |
| 3.     | Fredrik Midtsjø    | 5      |
| 3.     | Vangelis Pavlidis  | 5      |
| 5.     | Dani de Wit        | 4      |
| 6.     | Yukinari Sugawara  | 3      |
| 7.     | Tijjani Reijnders  | 2      |
| 8.     | Zakaria Aboukhlal  | 1      |
| 8.     | Sam Beukema        | 1      |
| 8.     | Håkon Evjen        | 1      |
| 8.     | Albert Guðmundsson | 1      |
| 8.     | Ernest Poku        | 1      |
| 8.     | Kamal Sowah        | 1      |
| 8.     | Aslak Fonn Witry   | 1      |
| Totaal | Totaal             | 49     |

| Nr.    | Naam              | Assist |
| ------ | ----------------- | ------ |
| 1.     | Jordy Clasie      | 1      |
| 1.     | Håkon Evjen       | 1      |
| 1.     | Vangelis Pavlidis | 1      |
| 1.     | Yukinari Sugawara | 1      |
| 1.     | Owen Wijndal      | 1      |
| 1.     | Dani de Wit       | 1      |
| Totaal | Totaal            | 6      |

| Nr.    | Naam               | Assist |
| ------ | ------------------ | ------ |
| 1.     | Jesper Karlsson    | 2      |
| 1.     | Yukinari Sugawara  | 2      |
| 3.     | Albert Guðmundsson | 1      |
| 3.     | Bruno Martins Indi | 1      |
| 3.     | Vangelis Pavlidis  | 1      |
| 3.     | Owen Wijndal       | 1      |
| 3.     | Aslak Fonn Witry   | 1      |
| Totaal | Totaal             | 9      |